# Station Jedlicze Męcinka
Station Jedlicze Męcinka is een spoorwegstation in de Poolse plaats Jedlicze.